# Campionati del mondo di atletica leggera 2017 - 3000 metri siepi maschili
La gara dei 3000 metri siepi maschili dei Campionati del mondo di atletica leggera 2017 si è svolta tra il 6 e l'8 agosto.

## Podio
| Pos.    | Atleta             | Nazionalità | Tempo   |
| ------- | ------------------ | ----------- | ------- |
| Oro     | Conseslus Kipruto  | Kenya       | 8'14"12 |
| Argento | Soufiane Elbakkali | Marocco     | 8'14"49 |
| Bronzo  | Evan Jager         | Stati Uniti | 8'15"53 |

## Situazione pre-gara

### Record
Prima di questa competizione, il record del mondo (RM) e il record dei campionati (RC) erano i seguenti.
| Record                | Prestazione | Atleta                    | Data                               | Competizione       |
| --------------------- | ----------- | ------------------------- | ---------------------------------- | ------------------ |
| Record mondiale       | 7'53"63     | Saif Saaeed Shaheen Qatar | 3 settembre 2004 Bruxelles, Belgio | Golden League 2004 |
| Record dei campionati | 8'00"43     | Ezekiel Kemboi Kenya      | 18 agosto 2009 Berlino, Germania   | Mondiali 2009      |

### Campioni in carica
I campioni in carica a livello mondiale e olimpico erano:
| Campione | Atleta                  | Prestazione | Data                                   | Competizione   |
| -------- | ----------------------- | ----------- | -------------------------------------- | -------------- |
| Olimpico | Conseslus Kipruto Kenya | 8'03"28     | 17 agosto 2016 Rio de Janeiro, Brasile | Olimpiadi 2016 |
| Mondiale | Ezekiel Kemboi Kenya    | 8'11"28     | 24 agosto 2015 Pechino, Cina           | Mondiali 2015  |

### La stagione
Prima di questa gara, gli atleti con le migliori tre prestazioni dell'anno erano:
| Pos. | Atleta                     | Prestazione | Data                                |
| ---- | -------------------------- | ----------- | ----------------------------------- |
| 1    | Evan Jager Stati Uniti     | 8'01"29     | 21 luglio 2017 Principato di Monaco |
| 2    | Conseslus Kipruto Kenya    | 8'04"63     | 8 giugno 2017 Roma, Italia          |
| 3    | Soufiane Elbakkali Marocco | 8'05"12     | 16 luglio 2017 Rabat, Marocco       |

## Risultati

### Batterie
Le batterie si sono tenute il 6 agosto dalle ore 10:05.

Qualificazione: i primi tre di ogni batteria (Q) e i sei tempi migliori (q) si qualificano alle semifinali.
| Pos. | Batteria | Nome                     | Nazionalità | Tempo   | Note                          |
| ---- | -------- | ------------------------ | ----------- | ------- | ----------------------------- |
| 1    | 2        | Evan Jager               | Stati Uniti | 8'20"36 | Q                             |
| 2    | 2        | Tafese Seboka            | Etiopia     | 8'20"48 | Q                             |
| 3    | 2        | Yoann Kowal              | Francia     | 8'20"60 | Q                             |
| 4    | 2        | Ezekiel Kemboi           | Kenya       | 8'20"61 | q                             |
| 5    | 1        | Soufiane Elbakkali       | Marocco     | 8'22"60 | Q                             |
| 6    | 1        | Mahiedine Mekhissi       | Francia     | 8'22"83 | Q                             |
| 7    | 1        | Getnet Wale              | Etiopia     | 8'23"00 | Q                             |
| 8    | 2        | Albert Chemutai          | Uganda      | 8'23"18 | q                             |
| 9    | 1        | Bilal Tabti              | Algeria     | 8'23"28 | q                             |
| 10   | 3        | Conseslus Kipruto        | Kenya       | 8'23"80 | Q                             |
| 11   | 1        | Jairus Kipchoge Birech   | Kenya       | 8'23"84 | q                             |
| 12   | 3        | Stanley Kipkoech Kebenei | Stati Uniti | 8'24"19 | Q                             |
| 13   | 3        | Matthew Hughes           | Canada      | 8'24"79 | Q                             |
| 14   | 3        | Tesfaye Deriba           | Etiopia     | 8'25"33 | q                             |
| 15   | 1        | Jacob Araptany           | Uganda      | 8'25"86 | q                             |
| 16   | 1        | Ala Zoghlami             | Italia      | 8'26"18 | Miglior prestazione personale |
| 17   | 3        | Hillary Bor              | Stati Uniti | 8'27"53 |                               |
| 18   | 1        | Ole Hesselbjerg          | Danimarca   | 8'27"86 | Miglior prestazione personale |
| 19   | 1        | Krystian Zalewski        | Polonia     | 8'28"81 |                               |
| 20   | 2        | Hichem Bouchicha         | Algeria     | 8'30"01 |                               |
| 21   | 3        | Altobeli Da Silva        | Brasile     | 8'31"82 |                               |
| 22   | 1        | Zak Seddon               | Regno Unito | 8'32"84 |                               |
| 23   | 3        | Brimin Kiprop Kipruto    | Kenya       | 8'33"33 |                               |
| 24   | 1        | Hossein Keyhani          | Iran        | 8'33"76 | Record nazionale              |
| 25   | 2        | Mohamed Ismail Ibrahim   | Gibuti      | 8'33"77 |                               |
| 26   | 2        | Abdoullah Bamoussa       | Italia      | 8'34"86 |                               |
| 27   | 3        | Jakob Ingebritsen        | Norvegia    | 8'34"88 |                               |
| 28   | 2        | Yemane Haileselassie     | Eritrea     | 8'35"73 |                               |
| 29   | 3        | Napoleon Solomon         | Svezia      | 8'35"95 |                               |
| 30   | 3        | Yohanes Chiappinelli     | Italia      | 8'36"48 |                               |
| 31   | 1        | José Pena                | Venezuela   | 8'37"15 |                               |
| 32   | 3        | Jonathan Romeo           | Spagna      | 8'38"05 |                               |
| 33   | 2        | Fernando Carro           | Spagna      | 8'38"42 |                               |
| 34   | 3        | Mohamed Tindouft         | Marocco     | 8'40"99 |                               |
| 35   | 3        | Boniface Sikowo          | Uganda      | 8'43"86 |                               |
| 36   | 2        | Hicham Sigueni           | Marocco     | 8'44"74 |                               |
| 37   | 2        | Mitko Tsenov             | Bulgaria    | 8'45"21 |                               |
| 38   | 2        | Hironori Tsuetaki        | Giappone    | 8'45"81 |                               |
| 39   | 2        | Raouf Boubaker           | Tunisia     | 8'46"25 |                               |
| 40   | 3        | Stewart McSweyn          | Australia   | 8'47"53 |                               |
| 41   | 3        | Rob Mullett              | Regno Unito | 8'47"99 |                               |
| 42   | 1        | Sebastián Martos         | Spagna      | 8'51"57 |                               |
| 43   | 2        | Ieuan Thomas             | Regno Unito | 8'52"96 |                               |
| 44   | 1        | Tarik Langat Akdag       | Turchia     | 8'53"42 |                               |
| -    | 1        | Emil Blomberg            | Svezia      | dnf     |                               |

### Finale
La finale si è svolta martedì 8 agosto alle ore 21:10.
| Pos. | Nome                     | Nazionalità | Tempo   | Note                                     |
| ---- | ------------------------ | ----------- | ------- | ---------------------------------------- |
|      | Conseslus Kipruto        | Kenya       | 8'14"12 |                                          |
|      | Soufiane Elbakkali       | Marocco     | 8'14"49 |                                          |
|      | Evan Jager               | Stati Uniti | 8'15"53 |                                          |
| 4    | Mahiedine Mekhissi       | Francia     | 8'15"80 |                                          |
| 5    | Stanley Kipkoech Kebenei | Stati Uniti | 8'21"09 |                                          |
| 6    | Matthew Hughes           | Canada      | 8'21"84 | Miglior prestazione personale stagionale |
| 7    | Tesfaye Deriba           | Etiopia     | 8'22"12 |                                          |
| 8    | Tafese Seboka            | Etiopia     | 8'23"02 |                                          |
| 9    | Getnet Wale              | Etiopia     | 8'25"28 |                                          |
| 10   | Albert Chemutai          | Uganda      | 8'25"94 |                                          |
| 11   | Ezekiel Kemboi           | Kenya       | 8'29"38 |                                          |
| 12   | Jairus Kipchoge Birech   | Kenya       | 8'32"90 |                                          |
| 13   | Yoann Kowal              | Francia     | 8'34"53 |                                          |
| 14   | Jacob Araptany           | Uganda      | 8'49"18 |                                          |
| -    | Bilal Tabti              | Algeria     | dq      |                                          |